# Kolem jezera Tchaj-chu
Kolem jezera Tchaj-chu je etapový cyklistický závod konaný v okolí čínského jezera Tchaj-chu. První ročník se uskutečnil v roce 2010 jako jednodenní závod v rámci UCI Asia Tour na úrovni 1.2 V letech 2011 a 2012 byl závod uspořádán jako etapový na úrovni 2.2. V roce 2013 byl závod přesunut do kategorie 2.1. V roce 2023 se stal součástí UCI ProSeries.
Jakub Mareczko drží k roku 2023 rekord v počtu celkových vítězství (2) a vyhraných etap (18).
V letech 2020–2022 se závod nekonal kvůli pandemii covidu-19. V září 2023 se závod po tříleté odmlce vrátil na závodní kalendář jako součást UCI ProSeries.

## Seznam vítězů
| Rok       | Země                               | Jezdec                             | Tým                                |
| --------- | ---------------------------------- | ---------------------------------- | ---------------------------------- |
| 2010      | Austrálie                          | David Kemp                         | Fly V Australia                    |
| 2011      | Rusko                              | Boris Špilevskij                   | Tabriz Petrochemical Team          |
| 2012      | Česko                              | Milan Kadlec                       | ASC Dukla Praha                    |
| 2013      | Ukrajina                           | Jurij Metlušenko                   | Torku Şekerspor                    |
| 2014      | Austrálie                          | Sam Witmitz                        | Team Budget Forklifts              |
| 2015      | Itálie                             | Jakub Mareczko                     | Southeast Pro Cycling              |
| 2016      | Francie                            | Leonardo Duque                     | Delko–Marseille Provence KTM       |
| 2017      | Itálie                             | Jakub Mareczko                     | Willier Triestina–Selle Italia     |
| 2018      | Belgie                             | Boris Vallée                       | Wanty–Groupe Gobert                |
| 2019      | Nový Zéland                        | Dylan Kennett                      | St George Continental Cycling Team |
| 2020–2022 | Nejelo se kvůli pandemii covidu-19 | Nejelo se kvůli pandemii covidu-19 | Nejelo se kvůli pandemii covidu-19 |
| 2023      | Nový Zéland                        | George Jackson                     | Bolton Equities Black Spoke        |
| 2024      | Nizozemsko                         | Jelte Krijnsen                     | Parkhotel Valkenburg               |

### Vítězství dle zemí
| Vítězství | Země                                           |
| --------- | ---------------------------------------------- |
| 2         | Austrálie Itálie Nový Zéland                   |
| 1         | Belgie Česko Francie Nizozemsko Rusko Ukrajina |